# 霍守業
霍守業（1943年4月24日—），中華民國陸軍一級上將、政務官、學界人士，生於河南省尉氏县，成長於桃園市中壢區，現居於桃園市蘆竹區，現任國防部智庫「國防安全研究院」董事長（以總統府戰略顧問身份兼任）、總統府全社會防衛韌性委員會顧問，中國國民黨籍，為臺灣目前唯二現役的一級上將（另一位為林鎮夷），曾任參謀總長、國防部副部長、陸軍總司令、陸軍八軍團司令、陸軍參謀長、陸軍裝甲兵學校校長、陸軍作戰署長、陸軍八軍團參謀長、陸軍計畫署長、陸軍109師長、陸軍86旅長，是屬少數中華民國國軍內部支持文人領軍的高階將領之一，也是國軍史第一位装甲兵科出身的陸軍總司令。

## 提出「大海軍、中空軍、小陸軍」原則與重層嚇阻概念
軍方人士說，霍守業雖然是陸軍將領，但他主張「大海軍、中空軍、小陸軍」，「有效嚇阻」是使敵人不敢打，「防衛固守」是使敵人登陸不了，敵人一旦登陸本土，基本上台海防衛作戰就已經輸了。這是霍守業卸任參謀總長前最後一次向總統提報，當時雄風二E巡弋飛彈正要決定是否量產，是戰術轉型的關鍵。軍方人士指出，當時總統馬英九曾讚揚霍守業的想法。霍守業當時的構想就有著力點，成為今日的「重層嚇阻」。

## 下令漢光演習不打實彈
前總統陳水扁任內非常重視漢光演習，鼓勵國軍多嘗試展示各種飛彈實彈射擊。陳水扁卸任後，參謀總長霍守業上將任內宣布漢光演習不再展示實彈射擊，有鑑於國軍實彈射擊的命中率不高，因此將會加強實彈射擊的訓練上。

## 放棄參選國民黨不分區立委
2016年立法委員選舉提名期間，中國國民黨不分區立委名單固定的軍系席次，原本國民黨內安排由霍守業以卸任參謀總長之姿參選，但在提名結束時，霍守業上將最後選擇保留原職總統府戰略顧問的現役一級上將身份，不參選國民黨不分區立委。

## 榮譽
1977年時任陸軍步兵第284師戰車780營中校營長，因參加惠陽演習期間表現卓越，當選國防部第28屆「國軍英雄」。

### 中华民国勋章奖章
- 青天白日勳章（2009年2月5日于臺北總統府颁授[5]）